# Le Champion (film, 1919)
Pour les articles homonymes, voir Le Champion.
Pour plus de détails, voir Fiche technique et Distribution.
Le Champion (The Busher) est un film américain réalisé par Jerome Storm, sorti en 1919.

## Synopsis
Un manager de sport découvre le talent d'un jeune joueur de baseball, qui va se voir proposer de rejoindre une grande ligue national...

## Fiche technique
- Titre original : The Busher
- Titre français : Le Champion
- Réalisation : Jerome Storm
- Scénario : Earle Snell et R. Cecil Smith
- Photographie : Chester A. Lyons
- Pays d'origine : États-Unis
- Format : Noir et blanc - 1,33:1 - Film muet
- Genre : drame
- Durée : 63 minutes
- Date de sortie : 1919

## Distribution
- Charles Ray : Ben Harding
- Colleen Moore : Mazie Palmer
- John Gilbert : Jim Blair
- Jay Morley (en) : Billy Palmer
- Otto Hoffman : Deacon Nasby
- Margaret Livingston (non créditée)
- Jack Nelson (non crédité)